# Francisco de Quiñones (Militär)
Francisco de Quiñones y Araya (* um 1540 in Mayorga, Kastilien, Spanien; † zwischen 1603 und 1605 in Spanien) war ein spanischer Offizier, der 1599/1600 vorübergehend als Gouverneur von Chile amtierte.

## Leben

### Karriere in Europa
Quiñones entstammte einer Familie des niedrigen Landadels (Hidalgo) aus León. Er wählte früh die Militärlaufbahn und kämpfte in Diensten des spanischen Vizekönigs von Neapel. 1560 unternahmen die Spanier eine Expedition nach Djerba, von wo aus Piraten das Mittelmeer und die Küste des spanischen Nordafrika unsicher machten. Die spanischen Truppen gerieten in einen Hinterhalt der Türken und wurden vernichtend geschlagen. Zu den 5000 Gefangenen, die als Kriegsgefangene in die Sklaverei kamen, zählte auch Quiñones, der allerdings nach Zahlung eines beachtlichen Lösegelds wieder freigelassen wurde.

### Karriere in Amerika
Quiñones heiratete Grimanesa de Mogrovejo, die Schwester, des Inquisitors von Granada, der später als St. Toribio heiliggesprochen wurde. Als Mogrovejo zum Erzbischof von Lima ernannt wurde, folgte ihm Quiñones 1580 in die Neue Welt. Er amtierte als Maestre de Campo, also als stellvertretender militärischer Befehlshaber und als Kavalleriegeneral. 1582 begleitete er die mit Gold und Silber beladene spanische Flotte von Peru nach Panama und wurde bald darauf zum Corregidor von Lima ernannt.
Mit dem Tod des Gouverneurs Martín García Óñez de Loyola ernannte der Vizekönig Luis de Velasco Quiñones zum Nachfolger. Er hatte sich im Kriegsrat in Lima zu diesem gefährlichen Auftrag bereit erklärt.

### Amtszeit in Chile
Die militärische Lage in Chile war ernst, im Arauco-Krieg hatten die aufständischen Mapuche die geringen spanischen Truppen in die Defensive gedrängt. Am 12. Mai 1599 segelte er mit Hilfstruppen in Callao los und gelangte durch stürmische See am 28. Mai 1599 in Concepción an Land.
Er musste bald feststellen, dass die mitgebrachte Verstärkung bei weitem nicht ausreichen würde, den Krieg zugunsten der Spanier zu wenden. Zumindest die Umgebung von Concepción konnte er unter spanischer Kontrolle halten.
Ende September 1599 erreichte Chile die Nachricht vom Tode König Philipps II.
Quiñones’ Amtszeit war zum einen geprägt von fortdauernden Niederlagen im Kampf gegen die Indianer, so fiel etwa die Festung Valdivia wieder in die Hände der Mapuche. Auch die Angriffe holländischer Freibeuter machten den Küstenstädten zu schaffen. Trotz Verstärkung durch frische Truppen, die im Januar 1600 eintrafen, blieb die Lage prekär. Osorno wurde angegriffen und in Brand gesteckt, wenn auch nicht erobert.
Angesichts dieser schweren Lage bat Quiñones in einem Brief an den Vizekönig vom März 1600 um die Entsendung weiterer Verstärkung und die Ablösung durch einen jüngeren und tatkräftigeren Gouverneur. Bei der Verfolgung von Aufständischen, die auf die andere Seite des Río Bío Bío geflohen waren, wurde Quiñones vom Wasser überrascht und erlitt eine Lähmung, die ihn über Monate ans Bett fesselte. Im Juli 1600 wurde er vom Alonso García de Ramón abgelöst.
1602 reiste er über Lima nach Spanien zurück zu seinem ältesten Sohn. 1606 erhielt seine Frau in Lima die Nachricht, er sei dort bald darauf gestorben.